# Castello di Vaeshartelt

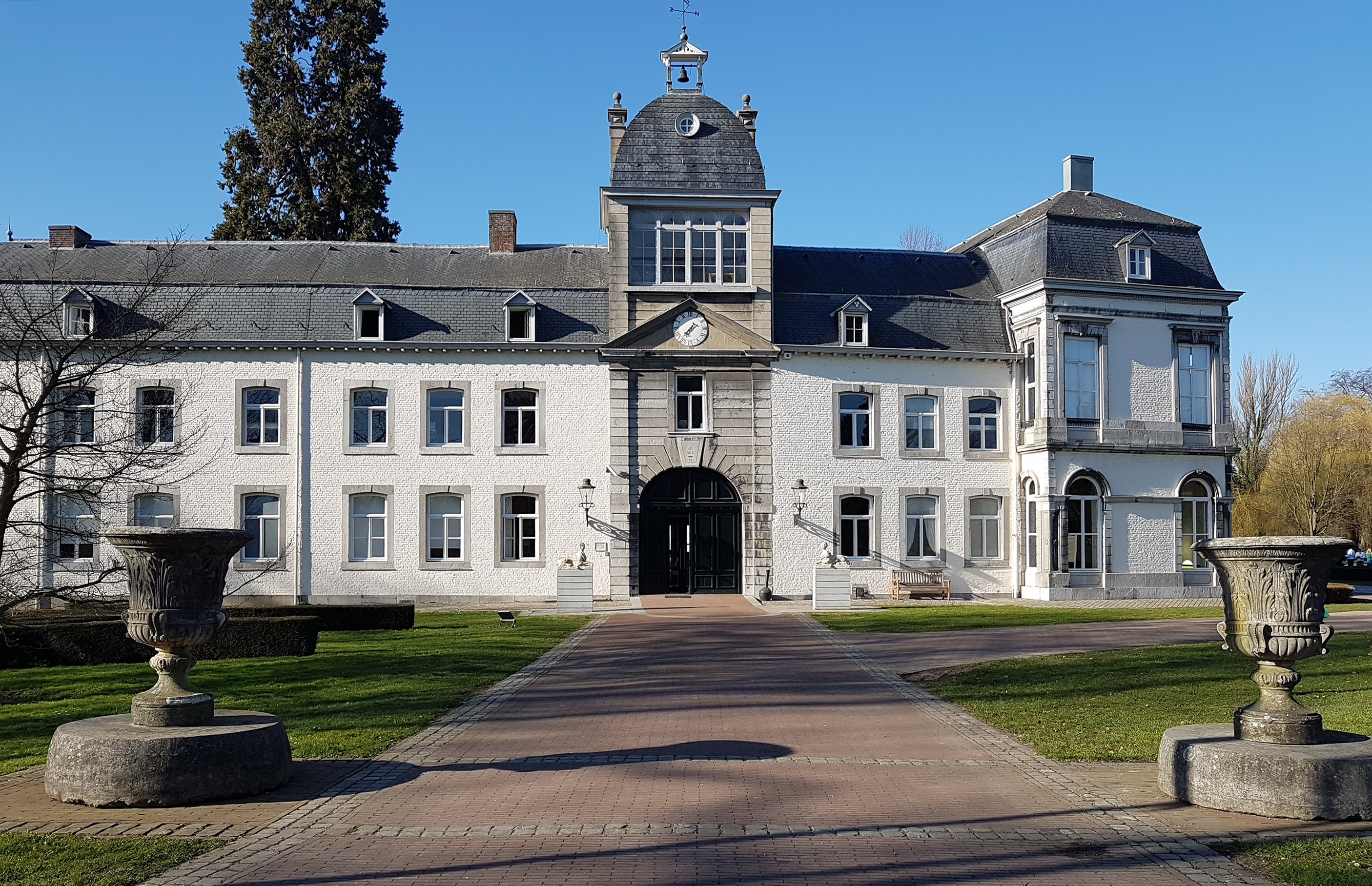
Maastricht: il castello di Vaeshartelt

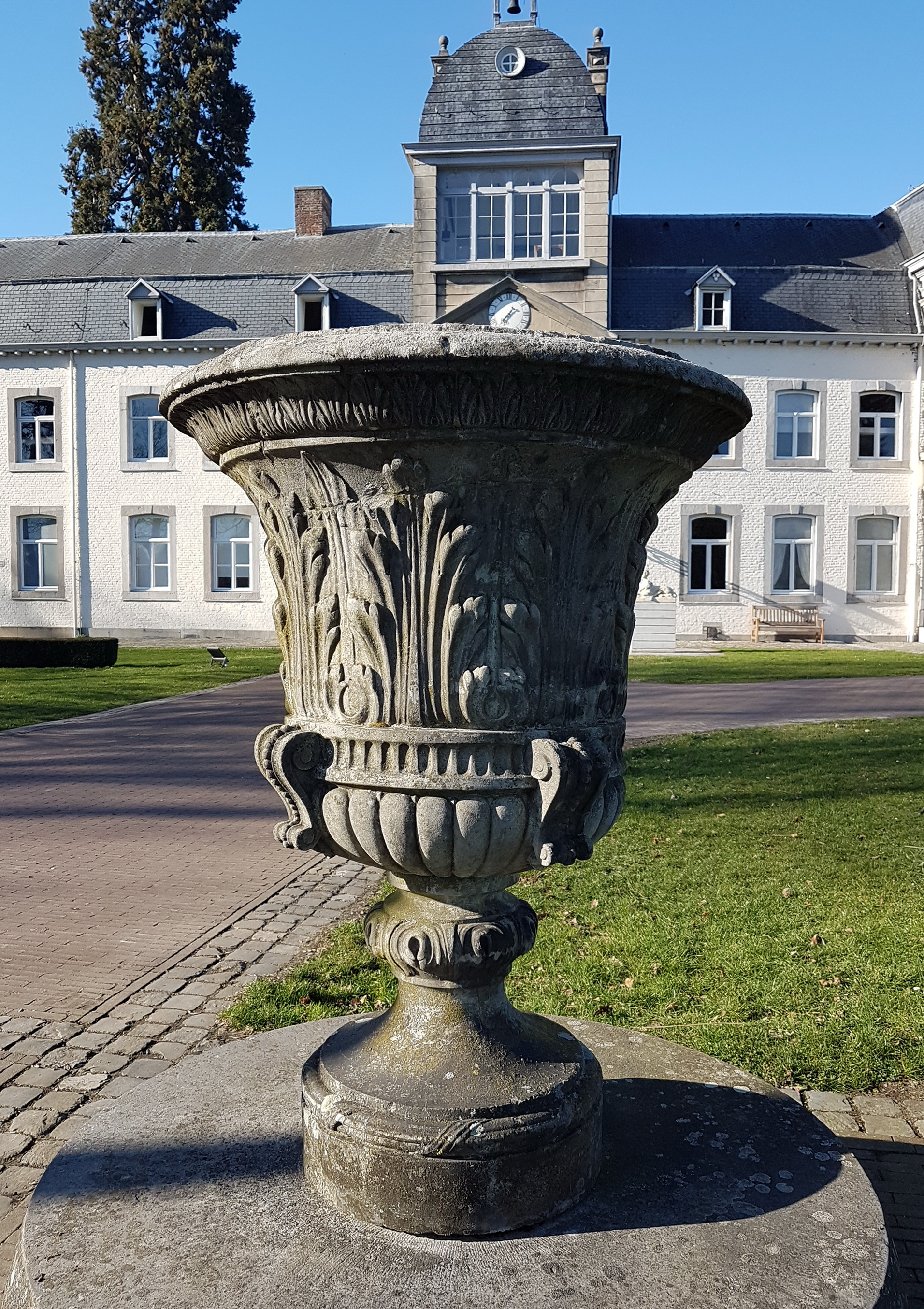
La facciata principale del castello di Vaeshartelt

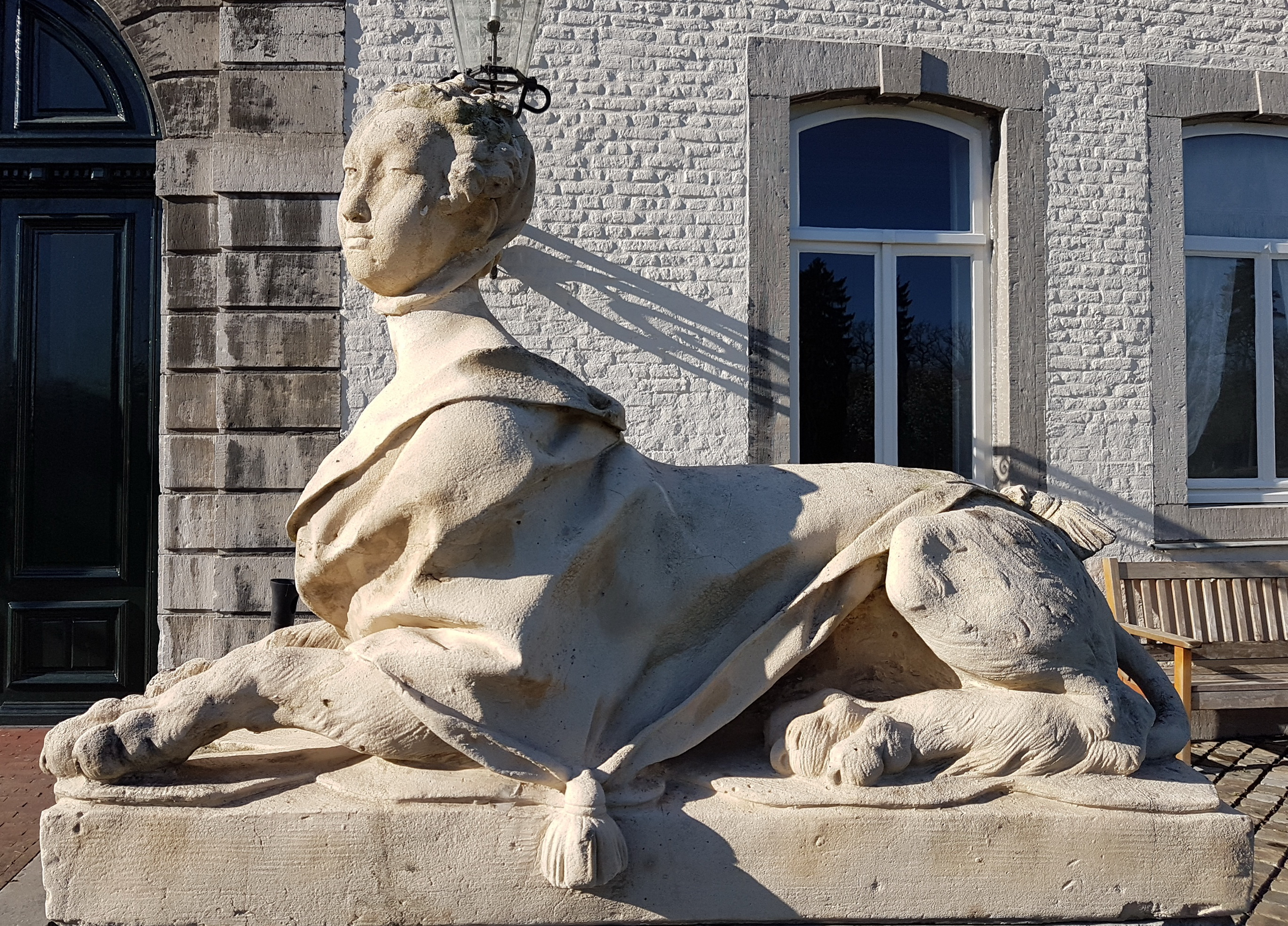
Scultura nel parco del castello

Il castello di Vaeshartelt (in olandese: Kasteel Vaeshartelt) è uno storico edificio della città olandese di Maastricht, nella provincia del Limburgo, situato all'interno della tenuta di Vaeshartelt, nel quartiere (buurt) di Meerssenhoven, e costruito nella forma attuale nel 1739, ma le cui origini risalgono al Medioevo. Fu a lungo di proprietà della famiglia Cortenbach e, per un breve periodo, anche della famiglia reale.
L'edificio è classificato come rijksmonument nr. 506108  ed è ora adibito ad hotel.

## Storia
In origine la tenuta su cui sorge il castello si chiamava semplicemente 
Hartelt o Hartert.  Di questa tenuta, si hanno notizie sin dal Medioevo: nel X secolo era di proprietà della regina Gerberga di Sassonia e già nell'870 si avevano notizie dell'esistenza di un castello in loco. Fu di proprietà delle famiglie Van Muckeln e Cortenbach e di Guglielmo II dei Paesi Bassi.
In seguito, la tenuta di Hartelt venne citata in un testamento del 1381: il beneficiario del testamento, redatto da Ene Jan van Hees, era Servaes (o Vaes) van Muckeln. Fu proprio Servaes "Vaes" van Mulcken a ribattezzare la tenuta in "Vaeshartelt", aggiungendovi il proprio prenome.
In seguito, divennero proprietari della tenuta i Cortenbach, discendenti della vedova di Servaes Catharina van Mulcken, che aveva sposato in secondo nozze nel 1415 Pierre van Cortenbach. Tra questi, vi era una donna che andò dapprima in sposa a Filippo di Nassau, figlio di un figlio illegittimo di Guglielmo di Nassau, e in secondo nozze con Johan Gerard van Oostrum, il quale cedette la tenuta nel 1668.
La famiglia Cortenbach rimase in possesso della tenuta di Vaeshartelt fino al XVII secolo.
In seguito, a partire dal 1735, divenne proprietario della tenuta un colonnello svizzero, Rudolf Sturler, che morì nel 1759. Sturle fece rimodellare la residenza 1739, che assunse la forma attuale.
Ulteriori modifiche furono apportate anche nella prima metà del XIX secolo: in particolare nel 1809,  venne rimodellata l'ala settentrionale, che assunse una forma a "L".
Il 13 luglio 1826, divenne proprietario della tenuta il conte Grimaudet de Rochebouet, che morì nel 1838.
In seguito, tra il 1841 e il 1851, Vaeshartelt fu di proprietà di re Guglielmo II dei Paesi Bassi. L'acquisto si era svolto grazie all'intermediazione di un imprenditore di Maastricht, Petrus Regout, il quale, alla morte del sovrano, rilevò egli stesso la proprietà della tenuta.
Petrus Regout incaricò nel 1852 l'architetto belga Gindra di rimodellare il parco del castello, che assunse la forma attuale.
Vaeshartelt divenne di proprietà pubblica nel 1956, quando fu acquista dal comune di Maaasricht, che la cedette a sua volta nel 1959.  In seguito, nel 1993, la tenuta di Vaeshartelt venne acquisita da una fondazione e, dopo alcuni interventi di manutenzione, il castello fu adibito ad hotel.
Nel 2012, fu realizzato un nuovo giardino nel parco del castello, per ospitare l'edizione di quell'anno della Floriade.

## Architettura
Il castello è circondato da un parco che occupa un'area di 7 ettari.